# 1300

## Събития
- Теодор Светослав убива Чака и застава на българския престол.

## Родени
- Жан Буридан, френски философ

## Починали
- Чака, български цар
- Чан Хънг Дао, виетнамски пълководец